# Славгородский район (Могилёвская область)
Славгородский район (бел. Сла́ўгарадскі раён) — административная единица на юге Могилёвской области Республики Беларусь. Административный центр — город Славгород.
Численность населения — 11 904 человек (на 1 января 2025 года).

## Административно-территориальное деление
Район подразделяется на город Славгород и 5 сельсоветов:
- Васьковичский
- Гиженский
- Кабиногорский
- Лопатичский
- Свенский

Упразднённые сельсоветы:
- Каменковский

Решением Могилёвского областного Совета депутатов от 17 июля 2006 года № 18-11 "Об изменении административно-территориального устройства Славгородского района" 10 августа 2006 года упразднён Каменковский сельсовет Славгородского района. Изменены границы Кабиногорского сельсовета, включены в его состав населённые пункты Агеево, Благодать, Восход, Дубно, Казаковка, Кремянка, Новая Каменка, Старая Каменка, Сычин, входившие в состав Каменковского сельсовета.

## География
Граничит: на севере с Чаусским районом, на востоке с Чериковским и Краснопольским, на западе с Быховским, на юге с Рогачёвским и Кормянским районами Гомельской области.
Район расположен в пределах Чечорской и Оршанско-Могилёвской равнин. Средняя высота 140—170 м над уровнем моря. Наивысшая точка — 189 м (около д. Кульшичи). Полезные ископаемые: торф, строительные пески, мел, доломит, глина. Средняя температура января −7,6 °С, июля 18,9 °С.
Основные реки — Сож с притоками Проня (с Растой, Крупкой и Тресливкой), Песчанка, Косолянка с Поцеей, Ельня, Голуба, Каменка, Якушовка; Бобровка (приток Днепра), Хотинка (приток Ресты).
Леса занимают 37 % территории, сельскохозяйственные угодья 55 %.

## Геральдика
Герб и флаг учреждены Указом Президента Республики Беларусь 3 января 2005 года № 1 и зарегистрированы в Государственном геральдическом регистре Республики Беларусь 6 января 2005 года № Б-35 и № Б-36. Утверждены решением Славгородского районного Совета депутатов от 27 декабря 2001 года № 14-10.

## История
Пропойский район образован 17 июля 1924 года в составе Могилёвского округа. В 1930—1938 годах — в прямом республиканском подчинении. 8 июля 1931 года к Пропойскому району присоединены Ректенский и Роговский сельсоветы упразднённого Журавичского района, а 12 февраля 1935 года они переданы образованному Довскому району. С 1938 года в Могилёвской области. 
Во время Великой Отечественной войны оккупирован немецко-фашистскими захватчиками. Освобождён в ноябре 1943 года. 
23 мая 1945 года переименован в Славгородский. 11 июня 1957 года Славгородскому району был передан Ректенский сельсовет из состава Рогачёвского района, 31 марта 1958 года — Великозимницкий и Баханский сельсоветы из состава Быховского района. 25 декабря 1962 года район упразднён, его территория разделена между Быховским, Краснопольским и Чаусским районами. 6 января 1965 года Славгородский район восстановлен. Территория района серьёзно пострадала в результате аварии на Чернобыльской АЭС.
20 октября 1995 года административные единицы Славгородский район и город Славгород, имеющие общий административный центр, объединены в одну административную единицу — Славгородский район. 

## Демография
Численность населения — 11 904 человек (на 1 января 2025 года), в том числе городское — 7 647 человек (Славгород — 7 647 человек), сельское — 4 257 человек.
Численность населения — 12 393 человек (на 1 января 2023 года), в том числе в городских условиях (Славгород) проживают — 4 553 человек, в сельских — 12 393 человек.
Население района составляет 15,7 тыс. человек (2007), в том числе городское 53 %. Плотность населения 12 чел./км². В районе 79 сельских населённых пунктов в 5 сельсоветах.
В ходе переписи 2019 года 93,94% жителей района назвали себя белорусами, 3,34% — русскими, 0,95% — украинцами.
| Численность населения с 1939 года: |        |        |        |        |        |        |        |         |        |
| 1939                               | 1959   | 1970   | 1979   | 1989   | 1996   | 2001   | 2002   | 2003    | 2004   |
| 39 973                             | 33 685 | 30 289 | 26 747 | 23 791 | 18 200 | 17 410 | 17 140 | 16 879  | 16 567 |
| 2005                               | 2006   | 2007   | 2008   | 2009   | 2010   | 2011   | 2012   | 2013    | 2014   |
| 16 184                             | 15 854 | 15 585 | 15 404 | 15 110 | 14 803 | 14 536 | 14 264 | 13 976  | 13 645 |
| 2015                               | 2016   | 2017   | 2018   | 2019   | 2020   | 2021   | 2022   | 2023    | 2024   |
| 13 388                             | 13 238 | 12 994 | 12 781 | 12 651 |        |        |        | ▼12 393 |        |
| 2025                               |        |        |        |        |        |        |        |         |        |
| ▼11 904                            |        |        |        |        |        |        |        |         |        |

На 1 января 2018 года 21% населения района были в возрасте моложе трудоспособного (2-е место в Могилёвской области после Краснопольского района), 51,8% — в трудоспособном возрасте, 27,2% — в возрасте старше трудоспособного. Средние показатели по Могилёвской области — 17,5%, 56,8% и 25,7% соответственно. 52,4% населения составляли женщины, 47,6% — мужчины (средние показатели по Могилёвской области — 52,9% и 47,1% соответственно, по Республике Беларусь — 53,4% и 46,6%).
Коэффициент рождаемости в районе в 2017 году составил 11,9 на 1000 человек, коэффициент смертности — 16,8 (в районном центре — 12,3 и 13,2 соответственно). Средние показатели рождаемости и смертности по Могилёвской области — 10,5 и 13,6 соответственно, по Республике Беларусь — 10,8 и 12,6 соответственно. Всего в 2017 году в районе родились 154 и умерли 216 человек, в том числе в районном центре родилось 96 и умерло 103 человека.
В 2017 году в районе было заключено 78 браков (6,1 на 1000 человек, средний показатель по Могилёвской области — 7,1) и 32 развода (2,5 на 1000 человек, средний показатель по Могилёвской области — 3,6).

## Транспорт
По территории района проходят республиканские дороги Р43 Барановичи — Кричев, Р71 Славгород — Могилёв, Р119 Славгород — Быхов, Р138 Славгород — Чаусы и Р140 Славгород — Краснополье.
Основное автотранспортное предприятие — «Автопарк № 21 ОАО Могилёвоблавтотранс».
Железных дорог нет. Ближайшая к Славгороду станция — Чаусы (42 км) на линии Могилёв — Кричев.

## Экономика
В районе действуют ПТУП «Красный пищевик-Славгород" (розлив меда), 10 сельскохозяйственных организаций (ОАО "Уречанский" КСУП "Зарянский", ОАО "Привольный агро", ОАО "Зимница", КСУП "Наша Родина", КСУП "Гиженка Агро", ОАО "Железинский АГРО", ОАО "Леснянский-агро", ОАО "Присожье", ОАО "Славгородрайагропромтехника"), филиал Могилевского мясокомбината ОАО "Слав- Агро", районные ветеринарная и племенная станции, предприятия строительной и ремонтно-строительной отраслей (ПМК-274, филиал КУП Могилевоблдорстрой ДРСУ-129 и др.), Славгородское Райпо и другие.

### Сельское хозяйство
Общая посевная площадь сельскохозяйственных культур в организациях района (без учёта фермерских и личных хозяйств населения) в 2017 году составила 26 833 га (268 км², 15-е место в Могилёвской области). В 2017 году под зерновые и зернобобовые культуры было засеяно 12 785 га, под кормовые культуры — 11 642 га. Валовой сбор зерновых и зернобобовых культур в сельскохозяйственных организациях в 2017 году составил 31,9 тыс. т. По валовому сбору зерновых в 2017 году район занял 17-е место в Могилёвской области. Средняя урожайность зерновых в 2017 году составила 28,7 ц/га (средняя урожайность по Могилёвской области — 33,4 ц/га, по Республике Беларусь — 33,3 ц/га). По этому показателю район занял 15-е место в Могилёвской области.
На 1 января 2018 года в сельскохозяйственных организациях района содержалось 17,2 тыс. голов крупного рогатого скота, в том числе 5,8 тыс. коров. По поголовью крупного рогатого скота район занял 16-е место в Могилёвской области. В 2017 году сельскохозяйственные организации района реализовали 1,2 тыс. т скота и птицы на убой (в живом весе) и произвели 22,1 тыс. т молока. По производству молока район занял 16-е место в Могилёвской области. Средний удой молока с коровы — 4091 кг (средний показатель по Могилёвской области — 4296 кг, по Республике Беларусь — 4989 кг).

## Здравоохранение
Больница на 105 коек, 3 амбулатории, 16 фельдшерско-акушерских пунктов. Обеспеченность врачами — 22,3 на 10 тыс.жителей.
Учреждение здравоохранения «Славгородский районный центр гигиены и эпидемиологии».
В 2017 году в учреждениях здравоохранения района работало 27 врачей и 152 средних медицинских работника, в лечебных учреждениях было 90 больничных коек. Численность врачей в пересчёте на 10 тысяч человек — 21,1 (средний показатель по Могилёвской области — 34,6, по Республике Беларусь — 40,5), количество больничных коек в пересчёте на 10 тысяч человек — 70,4 (средний показатель по Могилёвской области — 83,1, по Республике Беларусь — 80,2). По этим показателям район занял 14-е и 8-е места в области соответственно.

## Образование
Сеть учреждений образования района в 2020 представлена 10 учреждениями общего среднего образования, в том числе 3 учебно-педагогических комплекса, 7 учреждений дошкольного образования.
На территории района также функционирует Центр детского творчества, Центр коррекционно-развивающего обучения и реабилитации, социально-педагогический центр, районный учебно-методический кабинет, детский дом семейного типа.
В учреждениях образования обучаются 1541 учащийся, 535 детей посещают учреждения дошкольного образования района.
В районном центре расположен профессиональный лицей — филиал Кричевского профессионального агротехнического колледжа, который готовит трактористов-машинистов сельскохозяйственного производства, слесарей по ремонту сельскохозяйственной техники, водителей категории C, каменщиков, электромонтёров.

## Культура
Действуют районный центр культуры, 6 домов культуры, 14 клубов, 14 киновидеоустановок. Функционирует 19 библиотек: из них 1 городская, 1 детская, 1 городской филиал, 16 библиотек в сельской местности, среди которых 1 библиотека-музей, 8 библиотек агрогородков, 2 библиотеки-клуба
В районном центре действует Славгородский районный историко-краеведческий музей, в котором собрано 806 музейных предметов основного фонда. В 2016 году музей посетили 2,2 тыс. человек, в 2015 году — 1,4 тыс. человек.

## События и мероприятия
- Региональный праздник «Народная прыпеўка». Проводится с периодичностью один раз в два года.
- Фестиваль «Маковей» — праздник медового Спаса на Голубой кринице[36]

## Достопримечательности
- Памятник победе в Битве при Лесной (1908, Лесная) —  Историко-культурная ценность Республики Беларусь, шифр 511Д000532
- Памятник на братской могиле русских солдат (1908, Лесная)
- Свято-Петропавловская часовня (1908—1912, Лесная) —  Историко-культурная ценность Республики Беларусь, шифр 511Д000531
- Ансамбль Церковь Рождества Пресвятой Богородицы

### Памятник природы, заказник
- Памятник природы Республиканского значения «Голубая криница»
- «Журавель» — заказник местного значения
- «Лиственница вековая» — ботанический памятник природы местного значения

- «Родник Шведова Криница» — гидрологический памятник природы местного значения
- «Родник Дальние Сажелки» — гидрологический памятник природы местного значения

## Галерея
- Свято-Петропавловская часовня в аг. Лесная
- Памятник в честь победы при в битве под Лесной
- Памятник природы Республиканского значения "Голубая криница"

## Археология
У деревни Усохи найдены два камней с рельефными изображениями трезубцев, сопоставимых по своей стилистике с родовым знаком Владимира Святославича. Появление описанных камней может быть связано с включением Посожья в орбиту влияния Киева после разгрома радимичей и маркировать здесь место сбора дани — погоста.

## СМИ
Издаётся районная газета «Прысожскі край».